# Reichstagswahl 1884
- SAP: 24
- DtVP: 7
- DFP: 67
- NLP: 51
- DHP: 11
- Minderheiten: 32
- Z: 99
- DRP: 28
- DKP: 78

Die Ergebnisse der Reichstagswahl nach Wahlkreisen. Die Nummerierung der Wahlkreise entspricht der der Tabelle.

Die Reichstagswahl 1884 war die Wahl zum 6. Deutschen Reichstag. Sie fand am 28. Oktober 1884 statt.
Die Wahlbeteiligung lag bei knapp über 60 % und damit wieder höher als bei der Reichstagswahl 1881.

## Geschichte
Der Wahlkampf stand im Zeichen der beginnenden Kolonialpolitik, die die Unterstützung von Reichskanzler Otto von Bismarck gefunden hatte und von den Konservativen und der Nationalliberalen Partei befürwortet wurde. Bismarck bezeichnete im September 1884 gegenüber Karl Heinrich von Boetticher „die ganze Kolonialgeschichte“ als „Schwindel, aber wir brauchen sie für die Wahlen“. Friedrich Engels kommentierte in einem Brief an Eduard Bernstein, Bismarck habe „mit dem Kolonialschwindel einen famosen Wahlcoup gemacht. Darauf fällt der Philister hinein, ohne Gnade und massenhaft“. Das erwies sich als Fehlprognose: Trotz der Popularität der Kolonialpolitik gewann die Deutschkonservative Partei (DkP) keine Stimmen dazu. Die Nationalliberalen konnten nach herben Verlusten bei den vorhergehenden Wahlen wieder mehr Mandate gewinnen. Aber die regierungsfreundliche Mehrheit, auf die Bismarck gehofft hatte, kam nicht zustande. Der Kanzler musste weiterhin mit wechselnden Mehrheiten regieren.
Die Deutsche Fortschrittspartei und die Liberale Vereinigung hatten sich zur Deutschen Freisinnigen Partei zusammengeschlossen. Zusammen mit der Deutschen Volkspartei gewannen sie aber nur 74 Mandate; bei der vorherigen Reichstagswahl hatte das linksliberale Lager noch 115 Abgeordnete gestellt. Das war auch der eher skeptischen Haltung zur Kolonialpolitik geschuldet.
Trotz der anhaltenden Behinderung durch das Sozialistengesetz konnten die Sozialdemokraten ihre Mandatszahl von 12 auf 24 verdoppeln. Das Zentrum behauptete sich unterdessen als stärkste Fraktion.
Immer stärker wurden die Verzerrungen sichtbar, die das Mehrheitswahlrecht mit sich brachte. Da es seit der Reichstagswahl 1871 keine Neuabgrenzung der Wahlkreise gegeben hatte, waren durch Wanderungsbewegungen Städte unter- und ländliche Gebiete überrepräsentiert. Dies schadete vor allem den in den Städten stärkeren Linksliberalen und den Sozialdemokraten. So kam die Freisinnige Partei insgesamt auf 17,6 % der Stimmen und damit auf 67 Sitze (16,9 %), während die Deutschkonservative Partei mit 15,2 % der Stimmen 78 Mandate (19,6 %) errang. Die Sozialdemokraten hatten mit 9,7 % der Stimmen 24 Mandate (6,0 %) gewonnen, die Deutsche Reichspartei erreichte mit nur 6,9 % der Stimmen aber 28 Mandate (7,1 %).

## Ergebnisse
| Politische Richtung            | Politische Richtung            | Parteien                          | Parteien | Wählerstimmen | Wählerstimmen | Wählerstimmen | Sitze im Reichstag | Sitze im Reichstag | Sitze im Reichstag |
| ------------------------------ | ------------------------------ | --------------------------------- | -------- | ------------- | ------------- | ------------- | ------------------ | ------------------ | ------------------ |
| Politische Richtung            | Politische Richtung            | Parteien                          | Parteien | in Mio.       | Anteil        | ggüb. 1881    | absolut            | Anteil             | ggüb. 1881         |
| Konservative                   | Konservative                   | Deutschkonservative Partei (DKP)  |          | 0,861         | 15,2 %        | −1,1 %        | 78                 | 19,6 %             | +22 ▲              |
| Konservative                   | Konservative                   | Deutsche Reichspartei (DRP)       |          | 0,388         | 6,9 %         | −0,6 %        | 28                 | 7,1 %              | ±0 ▬               |
| Liberale                       | Rechts-                        | Nationalliberale Partei (NLP)     |          | 0,997         | 17,6 %        | +5,0 %        | 51                 | 12,8 %             | +5 ▲               |
| Liberale                       | Links-                         | Deutsche Freisinnige Partei (DFP) |          | 0,997         | 17,6 %        | −3,2 %        | 671)               | 16,9 %             | −39 ▼              |
| Liberale                       | Links-                         | Deutsche Volkspartei (DtVP)       |          | 0,096         | 1,7 %         | −0,3 %        | 7                  | 1,8 %              | −2 ▼               |
| Katholiken                     | Katholiken                     | Zentrumspartei                    |          | 1,282         | 22,6 %        | −0,6 %        | 99                 | 24,9 %             | −1 ▼               |
| Sozialisten                    | Sozialisten                    | Sozialdemokraten (SAP)            |          | 0,550         | 9,7 %         | +3,6 %        | 242)               | 6,0 %              | +12 ▲              |
| Regionalparteien, Minderheiten | Regionalparteien, Minderheiten | Deutsch-Hannoversche Partei (DHP) |          | 0,096         | 1,7 %         | −0,1 %        | 11                 | 2,8 %              | +1 ▲               |
| Regionalparteien, Minderheiten | Regionalparteien, Minderheiten | Polen                             |          | 0,203         | 3,6 %         | −0,2 %        | 16                 | 4,0 %              | −2 ▼               |
| Regionalparteien, Minderheiten | Regionalparteien, Minderheiten | Dänen                             |          | 0,014         | 0,3 %         | ±0,0 %        | 1                  | 0,3 %              | −1 ▼               |
| Regionalparteien, Minderheiten | Regionalparteien, Minderheiten | Elsaß-Lothringer                  |          | 0,166         | 2,9 %         | −0,1 %        | 15                 | 3,8 %              | ±0 ▬               |
|                                |                                | Sonstige                          |          | 0,013         | 0,2 %         | −0,1 %        | -                  | -                  | ±0 ▬               |
| Gesamt                         | Gesamt                         | Gesamt                            | Gesamt   | 5,663         | 100 %         |               | 397                | 100 %              |                    |

Anmerkungen
In fünf Fällen gewann ein Kandidat gleichzeitig zwei Wahlkreise. In einem solchen Fall konnte das Mandat nur für einen der beiden Wahlkreise angenommen werden und in dem anderen Wahlkreis wurde eine Nachwahl durchgeführt.
1)Carl Braun gewann sowohl den schlesischen Wahlkreis Sagan als auch den sächsischen Wahlkreis Döbeln. Er nahm das Mandat in Döbeln an. Eugen Richter gewann sowohl den Wahlkreis Berlin 5 als auch den westfälischen Wahlkreis Hagen. Er nahm das Mandat in Hagen an. Heinrich Rickert gewann sowohl den Wahlkreis Danzig-Stadt als auch den Wahlkreis Brandenburg an der Havel. Er nahm das Mandat in Brandenburg an.
2)Wilhelm Blos gewann sowohl den Wahlkreis Braunschweig-Stadt als auch den Wahlkreis Reuß älterer Linie. Er nahm das Mandat in Braunschweig an. Wilhelm Hasenclever gewann sowohl den Wahlkreis Berlin 6 als auch den Wahlkreis Breslau-Ost. Er nahm das Mandat in Breslau an.
Das Ergebnis der Deutschen Freisinnigen Partei (DFP) wird mit den addierten Ergebnissen der Deutschen Fortschrittspartei und der Liberalen Vereinigung von 1881 verglichen.

## Gewählte Abgeordnete nach Wahlkreisen

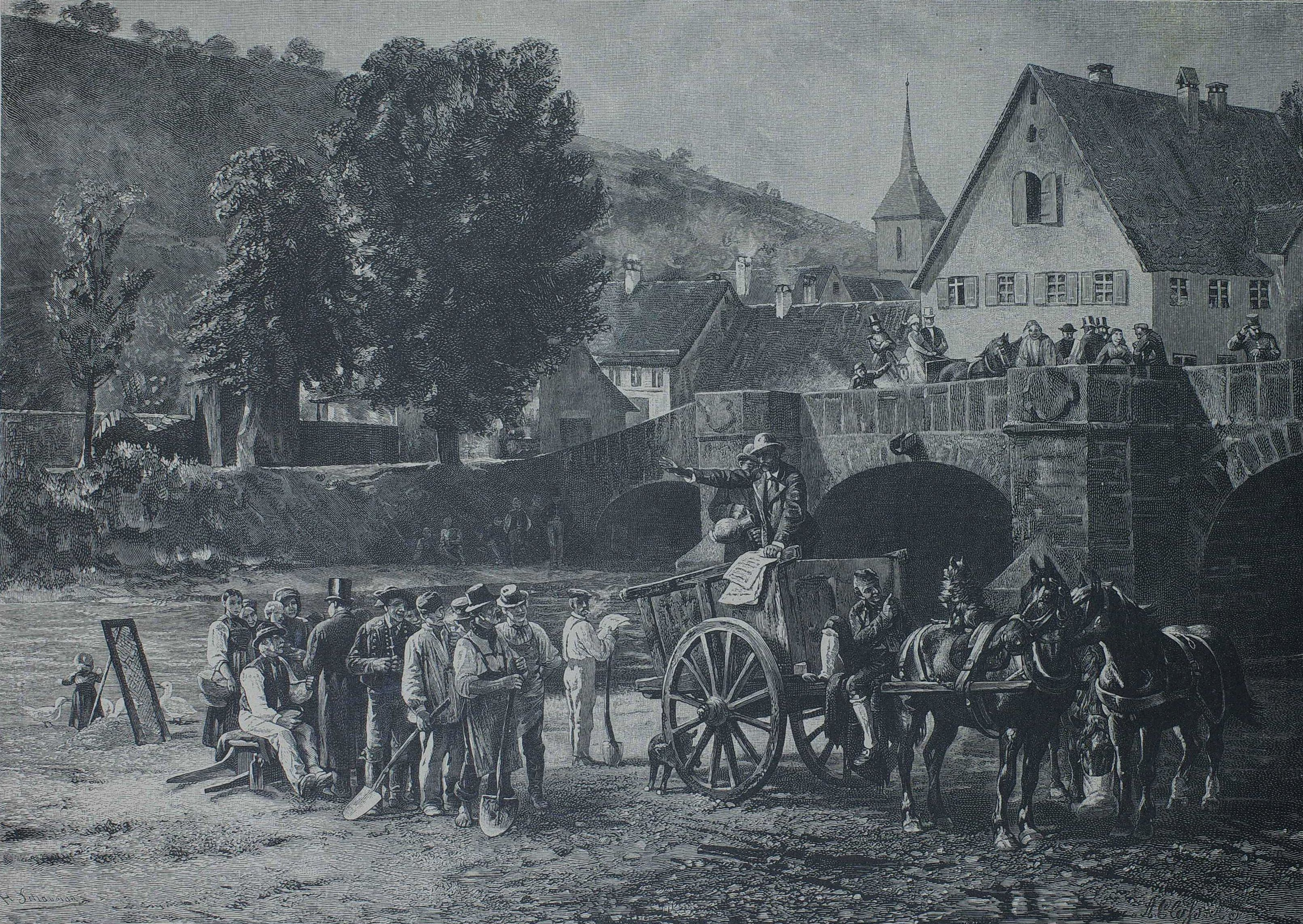
Wahlkampf zu den Reichstagswahlen. Aus der Zeitschrift Die Gartenlaube (1884).

In jedem der insgesamt 397 Wahlkreise wurde nach absolutem Mehrheitswahlrecht ein Abgeordneter gewählt. Wenn kein Kandidat im ersten Wahlgang die absolute Mehrheit erreichte, wurde eine Stichwahl zwischen den beiden bestplatzierten Kandidaten durchgeführt. In den folgenden Tabellen werden die Wahlkreissieger und ihre im amtlichen Endergebnis genannte Parteistellung angegeben.

### Preußen
| Königreich Preußen                                    | Königreich Preußen                                                                  | Königreich Preußen                               | Königreich Preußen                               | Königreich Preußen                               |
| Provinz Ostpreußen – Regierungsbezirk Königsberg      | Provinz Ostpreußen – Regierungsbezirk Königsberg                                    | Provinz Ostpreußen – Regierungsbezirk Königsberg | Provinz Ostpreußen – Regierungsbezirk Königsberg | Provinz Ostpreußen – Regierungsbezirk Königsberg |
| ----------------------------------------------------- | ----------------------------------------------------------------------------------- | ------------------------------------------------ | ------------------------------------------------ | ------------------------------------------------ |
| 1                                                     | Memel, Heydekrug                                                                    | Helmuth Karl Bernhard von Moltke                 | DKP                                              |                                                  |
| 2                                                     | Labiau, Wehlau                                                                      | Werner von Gustedt-Lablacken                     | DKP                                              |                                                  |
| 3                                                     | Königsberg-Stadt                                                                    | Julius Möller                                    | DFP                                              |                                                  |
| 4                                                     | Fischhausen, Königsberg-Land                                                        | August von Dönhoff                               | DKP                                              |                                                  |
| 5                                                     | Heiligenbeil, Preußisch-Eylau                                                       | Alfred von Tettau                                | DKP                                              |                                                  |
| 6                                                     | Braunsberg, Heilsberg                                                               | Peter Spahn                                      | Zentrum                                          |                                                  |
| 7                                                     | Preußisch-Holland, Mohrungen                                                        | Rudolph Wichmann                                 | DKP                                              |                                                  |
| 8                                                     | Osterode i. Opr., Neidenburg                                                        | Ludwig Rose                                      | DKP                                              |                                                  |
| 9                                                     | Allenstein, Rößel                                                                   | Rudolph Borowski                                 | Zentrum                                          |                                                  |
| 10                                                    | Rastenburg, Friedland, Gerdauen                                                     | Udo zu Stolberg-Wernigerode                      | DKP                                              |                                                  |
| Provinz Ostpreußen – Regierungsbezirk Gumbinnen       |                                                                                     |                                                  |                                                  |                                                  |
| 1                                                     | Tilsit, Niederung                                                                   | Albrecht von Schlieckmann                        | DKP                                              |                                                  |
| 2                                                     | Ragnit, Pillkallen                                                                  | Albert von Sperber                               | DKP                                              |                                                  |
| 3                                                     | Gumbinnen, Insterburg                                                               | Otto Saro                                        | DKP                                              |                                                  |
| 4                                                     | Stallupönen, Goldap, Darkehmen                                                      | Max Bergmann                                     | DKP                                              |                                                  |
| 5                                                     | Angerburg, Lötzen                                                                   | Ludwig von Staudy                                | DKP                                              |                                                  |
| 6                                                     | Oletzko, Lyck, Johannisburg                                                         | Eduard Maubach                                   | DKP                                              |                                                  |
| 7                                                     | Sensburg, Ortelsburg                                                                | Max von Redecker                                 | DKP                                              |                                                  |
| Provinz Westpreußen – Regierungsbezirk Danzig         |                                                                                     |                                                  |                                                  |                                                  |
| 1                                                     | Marienburg, Elbing                                                                  | Bernhard von Puttkamer                           | DKP                                              |                                                  |
| 2                                                     | Danzig Land                                                                         | Archibald von Gramatzki                          | DKP                                              |                                                  |
| 3                                                     | Danzig Stadt                                                                        | Heinrich Rickert                                 | DFP                                              |                                                  |
| 4                                                     | Neustadt (Westpr.), Putzig, Karthaus                                                | Anton von Kalkstein                              | Pole                                             |                                                  |
| 5                                                     | Berent, Preußisch Stargard, Dirschau                                                | Michael von Kalkstein                            | Pole                                             |                                                  |
| Provinz Westpreußen – Regierungsbezirk Marienwerder   |                                                                                     |                                                  |                                                  |                                                  |
| 1                                                     | Marienwerder, Stuhm                                                                 | Waldemar Mueller                                 | DRP                                              |                                                  |
| 2                                                     | Rosenberg (Westpr.), Löbau                                                          | Rodrigo zu Dohna-Finckenstein                    | DKP                                              |                                                  |
| 3                                                     | Graudenz, Strasburg (Westpr.)                                                       | Ignacy von Lyskowski                             | Pole                                             |                                                  |
| 4                                                     | Thorn, Kulm, Briesen                                                                | Michael von Sczaniecki                           | Pole                                             |                                                  |
| 5                                                     | Schwetz                                                                             | Franz August von Gordon                          | DKP                                              |                                                  |
| 6                                                     | Konitz, Tuchel                                                                      | Wladislaus von Wolszlegier                       | Pole                                             |                                                  |
| 7                                                     | Schlochau, Flatow                                                                   | Wilhelm Scheffer                                 | DKP                                              |                                                  |
| 8                                                     | Deutsch-Krone                                                                       | Karl von Gamp-Massaunen                          | DRP                                              |                                                  |
| Berlin                                                |                                                                                     |                                                  |                                                  |                                                  |
| 1                                                     | Alt-Berlin, Cölln, Friedrichswerder, Dorotheenstadt, Friedrichstadt-Nord            | Ludwig Loewe                                     | DFP                                              |                                                  |
| 2                                                     | Schöneberger Vorstadt, Friedrichsvorstadt, Tempelhofer Vorstadt, Friedrichstadt-Süd | Rudolf Virchow                                   | DFP                                              |                                                  |
| 3                                                     | Luisenstadt diesseits des Kanals, Neu-Cölln                                         | August Munckel                                   | DFP                                              |                                                  |
| 4                                                     | Luisenstadt jenseits des Kanals, Stralauer Vorstadt, Königsstadt-Ost                | Paul Singer                                      | SAP                                              |                                                  |
| 5                                                     | Spandauer Vorstadt, Friedrich-Wilhelm-Stadt, Königsstadt-West                       | Eugen Richter                                    | DFP                                              |                                                  |
| 6                                                     | Wedding, Gesundbrunnen, Moabit, Oranienburger Vorstadt, Rosenthaler Vorstadt        | Wilhelm Hasenclever                              | SAP                                              |                                                  |
| Provinz Brandenburg – Regierungsbezirk Potsdam        |                                                                                     |                                                  |                                                  |                                                  |
| 1                                                     | Westprignitz                                                                        | Siegfried von Saldern                            | DKP                                              |                                                  |
| 2                                                     | Ostprignitz                                                                         | Hermann von Graevenitz                           | DRP                                              |                                                  |
| 3                                                     | Ruppin, Templin                                                                     | Hugo von Saldern-Ahlimb-Ringenwalde              | DKP                                              |                                                  |
| 4                                                     | Prenzlau, Angermünde                                                                | Friedrich von Wedell-Malchow                     | DKP                                              |                                                  |
| 5                                                     | Oberbarnim                                                                          | Edwin von Hacke                                  | DFP                                              |                                                  |
| 6                                                     | Niederbarnim, Lichtenberg                                                           | Arnold Lohren                                    | DRP                                              |                                                  |
| 7                                                     | Potsdam, Osthavelland, Spandau                                                      | Fritz Schneider                                  | DFP                                              |                                                  |
| 8                                                     | Brandenburg an der Havel, Westhavelland                                             | Heinrich Rickert                                 | DFP                                              |                                                  |
| 9                                                     | Zauch-Belzig, Jüterbog-Luckenwalde                                                  | Hermann Kropatscheck                             | DKP                                              |                                                  |
| 10                                                    | Teltow, Beeskow-Storkow                                                             | Nicolaus von Handjery                            | DKP                                              |                                                  |
| Provinz Brandenburg – Regierungsbezirk Frankfurt      |                                                                                     |                                                  |                                                  |                                                  |
| 1                                                     | Arnswalde, Friedeberg                                                               | Paul von Brand                                   | DKP                                              |                                                  |
| 2                                                     | Landsberg (Warthe), Soldin                                                          | George Dietz von Bayer                           | DKP                                              |                                                  |
| 3                                                     | Königsberg (Neumark)                                                                | Johann Lüben                                     | DFP                                              |                                                  |
| 4                                                     | Frankfurt (Oder), Lebus                                                             | Gerhard Struve                                   | DFP                                              |                                                  |
| 5                                                     | Oststernberg, Weststernberg                                                         | Karl von Waldow und Reitzenstein                 | DKP                                              |                                                  |
| 6                                                     | Züllichau-Schwiebus, Crossen                                                        | Otto Uhden                                       | DKP                                              |                                                  |
| 7                                                     | Guben, Lübben                                                                       | Heinrich zu Schoenaich-Carolath                  | DRP                                              |                                                  |
| 8                                                     | Sorau, Forst                                                                        | Nikolaus Witt                                    | DFP                                              |                                                  |
| 9                                                     | Cottbus, Spremberg                                                                  | Danko von Funcke                                 | DKP                                              |                                                  |
| 10                                                    | Calau, Luckau                                                                       | Otto von Manteuffel                              | DKP                                              |                                                  |
| Provinz Pommern – Regierungsbezirk Stettin            |                                                                                     |                                                  |                                                  |                                                  |
| 1                                                     | Demmin, Anklam                                                                      | Helmuth von Maltzahn                             | DKP                                              |                                                  |
| 2                                                     | Ueckermünde, Usedom-Wollin                                                          | Oswald von Rittberg                              | DKP                                              |                                                  |
| 3                                                     | Randow, Greifenhagen                                                                | Alexander von der Osten                          | DKP                                              |                                                  |
| 4                                                     | Stettin                                                                             | Max Broemel                                      | DFP                                              |                                                  |
| 5                                                     | Pyritz, Saatzig                                                                     | Hermann von Schöning                             | DKP                                              |                                                  |
| 6                                                     | Naugard, Regenwalde                                                                 | Wilhelm von Flügge                               | DKP                                              |                                                  |
| 7                                                     | Greifenberg, Kammin                                                                 | Ernst Matthias von Köller                        | DKP                                              |                                                  |
| Provinz Pommern – Regierungsbezirk Köslin             |                                                                                     |                                                  |                                                  |                                                  |
| 1                                                     | Stolp, Lauenburg in Pommern                                                         | Wilhelm Joachim von Hammerstein                  | DKP                                              |                                                  |
| 2                                                     | Bütow, Rummelsburg, Schlawe                                                         | Adolf von Massow                                 | DKP                                              |                                                  |
| 3                                                     | Köslin, Kolberg-Körlin, Bublitz                                                     | August von Gerlach                               | DKP                                              |                                                  |
| 4                                                     | Belgard, Schivelbein, Dramburg                                                      | Conrad von Kleist                                | DKP                                              |                                                  |
| 5                                                     | Neustettin                                                                          | Hermann von Busse                                | DKP                                              |                                                  |
| Provinz Pommern – Regierungsbezirk Stralsund          |                                                                                     |                                                  |                                                  |                                                  |
| 1                                                     | Rügen, Stralsund, Franzburg                                                         | Hans Delbrück                                    | DRP                                              |                                                  |
| 2                                                     | Greifswald, Grimmen                                                                 | Graf Carl von Behr                               | DRP                                              |                                                  |
| Provinz Posen – Regierungsbezirk Posen                |                                                                                     |                                                  |                                                  |                                                  |
| 1                                                     | Posen                                                                               | Stephan Cegielski                                | Pole                                             |                                                  |
| 2                                                     | Samter, Birnbaum, Obornik, Schwerin (Warthe)                                        | Stephan von Kwilecki                             | Pole                                             |                                                  |
| 3                                                     | Meseritz, Bomst                                                                     | Hans Wilhelm von Unruhe-Bomst                    | DRP                                              |                                                  |
| 4                                                     | Buk, Schmiegel, Kosten                                                              | Ludwig von Mycielski                             | Pole                                             |                                                  |
| 5                                                     | Kröben                                                                              | Casimir von Chlapowski                           | Pole                                             |                                                  |
| 6                                                     | Fraustadt, Lissa                                                                    | Paul von Rheinbaben                              | DRP                                              |                                                  |
| 7                                                     | Schrimm, Schroda                                                                    | Ludwig Edler von Graeve                          | Pole                                             |                                                  |
| 8                                                     | Wreschen, Pleschen, Jarotschin                                                      | Theophil Magdzinski                              | Pole                                             |                                                  |
| 9                                                     | Krotoschin, Koschmin                                                                | Ludwig von Jazdzewski                            | Pole                                             |                                                  |
| 10                                                    | Adelnau, Schildberg, Ostrowo, Kempen in Posen                                       | Ferdinand von Radziwill                          | Pole                                             |                                                  |
| Provinz Posen – Regierungsbezirk Bromberg             |                                                                                     |                                                  |                                                  |                                                  |
| 1                                                     | Czarnikau, Filehne, Kolmar in Posen                                                 | Axel von Colmar                                  | DKP                                              |                                                  |
| 2                                                     | Wirsitz, Schubin, Znin                                                              | Leo von Skorzewski                               | Pole                                             |                                                  |
| 3                                                     | Bromberg                                                                            | Hermann von Gerlich                              | DKP                                              |                                                  |
| 4                                                     | Inowrazlaw, Mogilno, Strelno                                                        | Joseph von Kosciol-Koscielski                    | Pole                                             |                                                  |
| 5                                                     | Gnesen, Wongrowitz, Witkowo                                                         | Julian von Chelmicki                             | Pole                                             |                                                  |
| Provinz Schlesien – Regierungsbezirk Breslau          |                                                                                     |                                                  |                                                  |                                                  |
| 1                                                     | Guhrau, Steinau, Wohlau                                                             | Guido von Kessel                                 | DKP                                              |                                                  |
| 2                                                     | Militsch, Trebnitz                                                                  | Hermann von Hatzfeldt                            | DRP                                              |                                                  |
| 3                                                     | Groß Wartenberg, Oels                                                               | Wilhelm von Kardorff                             | DRP                                              |                                                  |
| 4                                                     | Namslau, Brieg                                                                      | Wilhelm von Heydebrand und der Lasa              | DKP                                              |                                                  |
| 5                                                     | Ohlau, Strehlen, Nimptsch                                                           | Silvius von Goldfus                              | DRP                                              |                                                  |
| 6                                                     | Breslau-Ost                                                                         | Wilhelm Hasenclever                              | SAP                                              |                                                  |
| 7                                                     | Breslau-West                                                                        | Julius Kräcker                                   | SAP                                              |                                                  |
| 8                                                     | Neumarkt, Breslau-Land                                                              | Victor I. Herzog von Ratibor                     | DRP                                              |                                                  |
| 9                                                     | Striegau, Schweidnitz                                                               | Paul von Kulmiz                                  | DRP                                              |                                                  |
| 10                                                    | Waldenburg                                                                          | Carl von Winckelmann                             | DFP                                              |                                                  |
| 11                                                    | Reichenbach, Neurode                                                                | Felix Porsch                                     | Zentrum                                          |                                                  |
| 12                                                    | Glatz, Habelschwerdt                                                                | Karl von Huene                                   | Zentrum                                          |                                                  |
| 13                                                    | Frankenstein, Münsterberg                                                           | Johann von Harbuval-Chamaré-Stolz                | Zentrum                                          |                                                  |
| Provinz Schlesien – Regierungsbezirk Oppeln           |                                                                                     |                                                  |                                                  |                                                  |
| 1                                                     | Kreuzburg, Rosenberg O.S.                                                           | Christian Kraft zu Hohenlohe-Öhringen            | DKP                                              |                                                  |
| 2                                                     | Oppeln                                                                              | Franz von Ballestrem                             | Zentrum                                          |                                                  |
| 3                                                     | Groß Strehlitz, Kosel                                                               | Adolph Franz                                     | Zentrum                                          |                                                  |
| 4                                                     | Lublinitz, Tost-Gleiwitz                                                            | Alexander von Schalscha                          | Zentrum                                          |                                                  |
| 5                                                     | Beuthen, Tarnowitz                                                                  | Lazarus IV. Henckel von Donnersmarck             | Zentrum                                          |                                                  |
| 6                                                     | Kattowitz, Zabrze                                                                   | Paul Letocha                                     | Zentrum                                          |                                                  |
| 7                                                     | Pleß, Rybnik                                                                        | Eduard Müller                                    | Zentrum                                          |                                                  |
| 8                                                     | Ratibor                                                                             | Gustav von Saurma-Jeltsch                        | Zentrum                                          |                                                  |
| 9                                                     | Leobschütz                                                                          | Julius Cäsar von Nayhauß-Cormons                 | Zentrum                                          |                                                  |
| 10                                                    | Neustadt O.S.                                                                       | Adalbert zu Stolberg-Stolberg                    | Zentrum                                          |                                                  |
| 11                                                    | Falkenberg O.S., Grottkau                                                           | Friedrich von Praschma                           | Zentrum                                          |                                                  |
| 12                                                    | Neisse                                                                              | Albert Horn                                      | Zentrum                                          |                                                  |
| Provinz Schlesien – Regierungsbezirk Liegnitz         |                                                                                     |                                                  |                                                  |                                                  |
| 1                                                     | Grünberg, Freystadt                                                                 | Albert Traeger                                   | DFP                                              |                                                  |
| 2                                                     | Sagan, Sprottau                                                                     | Carl Braun                                       | DFP                                              |                                                  |
| 3                                                     | Glogau                                                                              | August Maager                                    | DFP                                              |                                                  |
| 4                                                     | Lüben, Bunzlau                                                                      | Philipp Schmieder                                | DFP                                              |                                                  |
| 5                                                     | Löwenberg                                                                           | Ernst Halberstadt                                | DFP                                              |                                                  |
| 6                                                     | Liegnitz, Goldberg-Haynau                                                           | Robert Beisert                                   | DFP                                              |                                                  |
| 7                                                     | Landeshut, Jauer, Bolkenhain                                                        | Walter Dirichlet                                 | DFP                                              |                                                  |
| 8                                                     | Schönau, Hirschberg                                                                 | Georg von Bunsen                                 | DFP                                              |                                                  |
| 9                                                     | Görlitz, Lauban                                                                     | Erwin Lüders                                     | DFP                                              |                                                  |
| 10                                                    | Rothenburg (Oberlausitz), Hoyerswerda                                               | Franz Bertram                                    | DFP                                              |                                                  |
| Provinz Sachsen – Regierungsbezirk Magdeburg          |                                                                                     |                                                  |                                                  |                                                  |
| 1                                                     | Salzwedel, Gardelegen                                                               | Robert Meibauer                                  | DFP                                              |                                                  |
| 2                                                     | Stendal, Osterburg                                                                  | Hermann von Lüderitz                             | DKP                                              |                                                  |
| 3                                                     | Jerichow I, Jerichow II                                                             | Heinrich Greve                                   | DFP                                              |                                                  |
| 4                                                     | Magdeburg                                                                           | August Heine                                     | SAP                                              |                                                  |
| 5                                                     | Neuhaldensleben, Wolmirstedt                                                        | Oskar von Hasselbach                             | DKP                                              |                                                  |
| 6                                                     | Wanzleben                                                                           | Robert von Benda                                 | NLP                                              |                                                  |
| 7                                                     | Aschersleben, Quedlinburg, Calbe an der Saale                                       | Adolph von Dietze                                | DRP                                              |                                                  |
| 8                                                     | Halberstadt, Oschersleben, Wernigerode                                              | August von Bernuth                               | NLP                                              |                                                  |
| Provinz Sachsen – Regierungsbezirk Merseburg          |                                                                                     |                                                  |                                                  |                                                  |
| 1                                                     | Liebenwerda, Torgau                                                                 | Heinrich Joseph Horwitz                          | DFP                                              |                                                  |
| 2                                                     | Schweinitz, Wittenberg                                                              | Otto von Helldorff                               | DKP                                              |                                                  |
| 3                                                     | Bitterfeld, Delitzsch                                                               | Hans von Bodenhausen                             | DKP                                              |                                                  |
| 4                                                     | Halle (Saale), Saalkreis                                                            | Paul Alexander Meyer                             | DFP                                              |                                                  |
| 5                                                     | Mansfelder Seekreis, Mansfelder Gebirgskreis                                        | Ernst Leuschner                                  | DRP                                              |                                                  |
| 6                                                     | Sangerhausen, Eckartsberga                                                          | Friedrich Hermann Müller                         | NLP                                              |                                                  |
| 7                                                     | Querfurt, Merseburg                                                                 | Carl August Panse                                | DFP                                              |                                                  |
| 8                                                     | Naumburg, Weißenfels, Zeitz                                                         | Karl Otto Rohland                                | DFP                                              |                                                  |
| Provinz Sachsen – Regierungsbezirk Erfurt             |                                                                                     |                                                  |                                                  |                                                  |
| 1                                                     | Nordhausen, Hohenstein                                                              | Julius Lerche                                    | DFP                                              |                                                  |
| 2                                                     | Heiligenstadt, Worbis                                                               | Josef von Strombeck                              | Zentrum                                          |                                                  |
| 3                                                     | Mühlhausen, Langensalza, Weißensee                                                  | Wilhelm von Wedel-Piesdorf                       | DKP                                              |                                                  |
| 4                                                     | Erfurt, Schleusingen, Ziegenrück                                                    | Moritz Nobbe                                     | DRP                                              |                                                  |
| Provinz Schleswig-Holstein                            |                                                                                     |                                                  |                                                  |                                                  |
| 1                                                     | Hadersleben, Sonderburg                                                             | Jens Peter Junggreen                             | Däne                                             |                                                  |
| 2                                                     | Apenrade, Flensburg                                                                 | Paul Gottburgsen                                 | NLP                                              |                                                  |
| 3                                                     | Schleswig, Eckernförde                                                              | Asmus Lorenzen                                   | DFP                                              |                                                  |
| 4                                                     | Tondern, Husum, Eiderstedt                                                          | Eduard Francke                                   | NLP                                              |                                                  |
| 5                                                     | Dithmarschen, Steinburg                                                             | Gustav Thomsen                                   | DFP                                              |                                                  |
| 6                                                     | Pinneberg, Segeberg                                                                 | Johannes Halben                                  | DFP                                              |                                                  |
| 7                                                     | Kiel, Rendsburg                                                                     | Albert Hänel                                     | DFP                                              |                                                  |
| 8                                                     | Altona, Stormarn                                                                    | Karl Frohme                                      | SAP                                              |                                                  |
| 9                                                     | Oldenburg in Holstein, Plön                                                         | Conrad von Holstein                              | DKP                                              |                                                  |
| 10                                                    | Herzogtum Lauenburg                                                                 | Herbert von Bismarck                             | DRP                                              |                                                  |
| Provinz Hannover                                      |                                                                                     |                                                  |                                                  |                                                  |
| 1                                                     | Emden, Norden, Weener                                                               | Theodor van Hülst                                | NLP                                              |                                                  |
| 2                                                     | Aurich, Wittmund, Leer                                                              | Friedrich Vissering                              | NLP                                              |                                                  |
| 3                                                     | Meppen, Lingen, Bentheim, Aschendorf, Hümmling                                      | Ludwig Windthorst                                | Zentrum                                          |                                                  |
| 4                                                     | Osnabrück, Bersenbrück, Iburg                                                       | Balduin von Schele                               | DHP                                              |                                                  |
| 5                                                     | Melle, Diepholz, Wittlage, Sulingen, Stolzenau                                      | Carl Sattler                                     | NLP                                              |                                                  |
| 6                                                     | Syke, Verden                                                                        | Hermann von Arnswaldt                            | DHP                                              |                                                  |
| 7                                                     | Nienburg, Neustadt am Rübenberge, Fallingbostel                                     | Heinrich Langwerth von Simmern                   | DHP                                              |                                                  |
| 8                                                     | Hannover                                                                            | Heinrich Meister                                 | SAP                                              |                                                  |
| 9                                                     | Hameln, Linden, Springe                                                             | Walrab von Wangenheim                            | DHP                                              |                                                  |
| 10                                                    | Hildesheim, Marienburg, Alfeld (Leine), Gronau                                      | Gustav Struckmann                                | NLP                                              |                                                  |
| 11                                                    | Einbeck, Northeim, Osterode am Harz, Uslar                                          | Cuno von Oldershausen                            | DHP                                              |                                                  |
| 12                                                    | Göttingen, Duderstadt, Münden                                                       | Karl Götz von Olenhusen                          | DHP                                              |                                                  |
| 13                                                    | Goslar, Zellerfeld, Ilfeld                                                          | Franz von Alten                                  | DHP                                              |                                                  |
| 14                                                    | Gifhorn, Celle, Peine, Burgdorf                                                     | Otto von der Decken                              | DHP                                              |                                                  |
| 15                                                    | Lüchow, Uelzen, Dannenberg, Bleckede                                                | Bechtold von Bernstorff                          | DHP                                              |                                                  |
| 16                                                    | Lüneburg, Soltau, Winsen (Luhe)                                                     | Adolf von Wangenheim-Wake                        | DHP                                              |                                                  |
| 17                                                    | Harburg, Rotenburg in Hannover, Zeven                                               | August von Estorff                               | DHP                                              |                                                  |
| 18                                                    | Stade, Geestemünde, Bremervörde, Osterholz                                          | Johann Cornelsen                                 | NLP                                              |                                                  |
| 19                                                    | Neuhaus (Oste), Hadeln, Lehe, Kehdingen, Jork                                       | Hermann Gebhard                                  | NLP                                              |                                                  |
| Provinz Westfalen – Regierungsbezirk Münster          |                                                                                     |                                                  |                                                  |                                                  |
| 1                                                     | Tecklenburg, Steinfurt, Ahaus                                                       | Burghard von Schorlemer-Alst                     | Zentrum                                          |                                                  |
| 2                                                     | Münster, Coesfeld                                                                   | Clemens Heereman von Zuydwyck                    | Zentrum                                          |                                                  |
| 3                                                     | Borken, Recklinghausen                                                              | Albert Beckmann                                  | Zentrum                                          |                                                  |
| 4                                                     | Lüdinghausen, Beckum, Warendorf                                                     | Ignatz von Landsberg-Velen und Steinfurt         | Zentrum                                          |                                                  |
| Provinz Westfalen – Regierungsbezirk Minden           |                                                                                     |                                                  |                                                  |                                                  |
| 1                                                     | Minden, Lübbecke                                                                    | Carl Albert Hermann Bock                         | DKP                                              |                                                  |
| 2                                                     | Herford, Halle (Westfalen)                                                          | Hans Hugo von Kleist-Retzow                      | DKP                                              |                                                  |
| 3                                                     | Bielefeld, Wiedenbrück                                                              | Eduard von Ungern-Sternberg                      | DKP                                              |                                                  |
| 4                                                     | Paderborn, Büren                                                                    | Heinrich Hesse                                   | Zentrum                                          |                                                  |
| 5                                                     | Höxter, Warburg                                                                     | Carl von Wendt-Papenhausen                       | Zentrum                                          |                                                  |
| Provinz Westfalen – Regierungsbezirk Arnsberg         |                                                                                     |                                                  |                                                  |                                                  |
| 1                                                     | Wittgenstein, Siegen, Biedenkopf                                                    | Adolf Stöcker                                    | DKP                                              |                                                  |
| 2                                                     | Olpe, Arnsberg, Meschede                                                            | Peter Reichensperger                             | Zentrum                                          |                                                  |
| 3                                                     | Altena, Iserlohn, Lüdenscheid                                                       | Paul Langerhans                                  | DFP                                              |                                                  |
| 4                                                     | Hagen, Schwelm, Witten                                                              | Eugen Richter                                    | DFP                                              |                                                  |
| 5                                                     | Bochum, Gelsenkirchen, Hattingen, Herne                                             | Gustav Haarmann                                  | NLP                                              |                                                  |
| 6                                                     | Dortmund, Hörde                                                                     | Julius Lenzmann                                  | DFP                                              |                                                  |
| 7                                                     | Hamm, Soest                                                                         | Louis Krug von Nidda                             | DKP                                              |                                                  |
| 8                                                     | Lippstadt, Brilon                                                                   | Fritz von Ketteler                               | Zentrum                                          |                                                  |
| Provinz Hessen-Nassau – Regierungsbezirk Wiesbaden    |                                                                                     |                                                  |                                                  |                                                  |
| 1                                                     | Obertaunus, Höchst, Usingen                                                         | Karl Mohr                                        | DFP                                              |                                                  |
| 2                                                     | Wiesbaden, Rheingau, Untertaunus                                                    | Friedrich Schenck                                | DFP                                              |                                                  |
| 3                                                     | St. Goarshausen, Unterwesterwald                                                    | Ernst Lieber                                     | Zentrum                                          |                                                  |
| 4                                                     | Limburg, Oberlahnkreis, Unterlahnkreis                                              | Gustav Münch                                     | DFP                                              |                                                  |
| 5                                                     | Dillkreis, Oberwesterwald                                                           | Lothar von Wurmb                                 | DRP                                              |                                                  |
| 6                                                     | Frankfurt am Main                                                                   | Adolf Sabor                                      | SAP                                              |                                                  |
| Provinz Hessen-Nassau – Regierungsbezirk Kassel       |                                                                                     |                                                  |                                                  |                                                  |
| 1                                                     | Rinteln, Hofgeismar, Wolfhagen                                                      | Carl Oetker                                      | NLP                                              |                                                  |
| 2                                                     | Kassel, Melsungen                                                                   | Franz Lotz                                       | DKP                                              |                                                  |
| 3                                                     | Fritzlar, Homberg, Ziegenhain                                                       | Otto von Gehren                                  | DKP                                              |                                                  |
| 4                                                     | Eschwege, Schmalkalden, Witzenhausen                                                | Hermann von Christen                             | DRP                                              |                                                  |
| 5                                                     | Marburg, Frankenberg, Kirchhain                                                     | Karl Grimm                                       | DKP                                              |                                                  |
| 6                                                     | Hersfeld, Rotenburg (Fulda), Hünfeld                                                | Ferdinand Seyfarth                               | DKP                                              |                                                  |
| 7                                                     | Fulda, Schlüchtern, Gersfeld                                                        | Clemens Heidenreich Droste zu Vischering         | Zentrum                                          |                                                  |
| 8                                                     | Hanau, Gelnhausen                                                                   | Conrad Hellwig                                   | DKP                                              |                                                  |
| Rheinprovinz – Regierungsbezirk Köln                  |                                                                                     |                                                  |                                                  |                                                  |
| 1                                                     | Köln-Stadt                                                                          | Peter Joseph Roeckerath                          | Zentrum                                          |                                                  |
| 2                                                     | Köln-Land                                                                           | Clemens Menken                                   | Zentrum                                          |                                                  |
| 3                                                     | Bergheim (Erft), Euskirchen                                                         | Wilhelm Rudolphi                                 | Zentrum                                          |                                                  |
| 4                                                     | Rheinbach, Bonn                                                                     | Hermann Ariovist von Fürth                       | Zentrum                                          |                                                  |
| 5                                                     | Siegkreis, Waldbröl                                                                 | Joseph Lingens                                   | Zentrum                                          |                                                  |
| 6                                                     | Mülheim am Rhein, Gummersbach, Wipperfürth                                          | Christoph Moufang                                | Zentrum                                          |                                                  |
| Rheinprovinz – Regierungsbezirk Düsseldorf            |                                                                                     |                                                  |                                                  |                                                  |
| 1                                                     | Remscheid, Lennep, Mettmann                                                         | Reinhard Schlüter                                | DFP                                              |                                                  |
| 2                                                     | Elberfeld, Barmen                                                                   | Friedrich Harm                                   | SAP                                              |                                                  |
| 3                                                     | Solingen                                                                            | Georg Schumacher                                 | SAP                                              |                                                  |
| 4                                                     | Düsseldorf                                                                          | August Lucius                                    | Zentrum                                          |                                                  |
| 5                                                     | Essen                                                                               | Gerhard Stötzel                                  | Zentrum                                          |                                                  |
| 6                                                     | Duisburg, Mülheim an der Ruhr, Ruhrort, Oberhausen                                  | Friedrich Hammacher                              | NLP                                              |                                                  |
| 7                                                     | Moers, Rees                                                                         | Wilhelm von und zu Hoensbroech                   | Zentrum                                          |                                                  |
| 8                                                     | Kleve, Geldern                                                                      | Clemens Perger                                   | Zentrum                                          |                                                  |
| 9                                                     | Kempen                                                                              | Hugo Pfafferott                                  | Zentrum                                          |                                                  |
| 10                                                    | Gladbach                                                                            | Friedrich von Kehler                             | Zentrum                                          |                                                  |
| 11                                                    | Krefeld                                                                             | Cornelius Trimborn                               | Zentrum                                          |                                                  |
| 12                                                    | Neuss, Grevenbroich                                                                 | Franz von Dalwigk zu Lichtenfels                 | Zentrum                                          |                                                  |
| Rheinprovinz – Regierungsbezirk Koblenz               |                                                                                     |                                                  |                                                  |                                                  |
| 1                                                     | Wetzlar, Altenkirchen                                                               | Hermann zu Solms-Braunfels                       | DKP                                              |                                                  |
| 2                                                     | Neuwied                                                                             | Hermann Joseph Bender                            | Zentrum                                          |                                                  |
| 3                                                     | Koblenz, St. Goar                                                                   | Georg von Hertling                               | Zentrum                                          |                                                  |
| 4                                                     | Kreuznach, Simmern                                                                  | Ludwig von Cuny                                  | NLP                                              |                                                  |
| 5                                                     | Mayen, Ahrweiler                                                                    | Friedrich Franz Kochann                          | Zentrum                                          |                                                  |
| 6                                                     | Adenau, Cochem, Zell                                                                | Andreas von Grand-Ry                             | Zentrum                                          |                                                  |
| Rheinprovinz – Regierungsbezirk Trier                 |                                                                                     |                                                  |                                                  |                                                  |
| 1                                                     | Daun, Bitburg, Prüm                                                                 | Hermann Mosler                                   | Zentrum                                          |                                                  |
| 2                                                     | Wittlich, Bernkastel                                                                | Christian Dieden                                 | Zentrum                                          |                                                  |
| 3                                                     | Trier                                                                               | Victor Rintelen                                  | Zentrum                                          |                                                  |
| 4                                                     | Saarlouis, Merzig, Saarburg                                                         | Bartholomäus Haanen                              | Zentrum                                          |                                                  |
| 5                                                     | Saarbrücken                                                                         | Gustav Pfaehler                                  | NLP                                              |                                                  |
| 6                                                     | Ottweiler, St. Wendel, Meisenheim                                                   | Friedrich Bormann                                | DRP                                              |                                                  |
| Rheinprovinz – Regierungsbezirk Aachen                |                                                                                     |                                                  |                                                  |                                                  |
| 1                                                     | Schleiden, Malmedy, Montjoie                                                        | Aloys Fritzen                                    | Zentrum                                          |                                                  |
| 2                                                     | Eupen, Aachen-Land                                                                  | Adam Bock                                        | Zentrum                                          |                                                  |
| 3                                                     | Aachen-Stadt                                                                        | Victor Gielen                                    | Zentrum                                          |                                                  |
| 4                                                     | Düren, Jülich                                                                       | Alfred von Hompesch                              | Zentrum                                          |                                                  |
| 5                                                     | Geilenkirchen, Heinsberg, Erkelenz                                                  | Franz Hitze                                      | Zentrum                                          |                                                  |
| Hohenzollernsche Lande – Regierungsbezirk Sigmaringen |                                                                                     |                                                  |                                                  |                                                  |
| 1                                                     | Sigmaringen, Hechingen                                                              | Fidelis Graf                                     | Zentrum                                          |                                                  |

### Bayern
| Königreich Bayern | Königreich Bayern                                                                                            | Königreich Bayern                        | Königreich Bayern | Königreich Bayern |
| Oberbayern        | Oberbayern                                                                                                   | Oberbayern                               | Oberbayern        | Oberbayern        |
| ----------------- | --- | ---------------------------------------- | ----------------- | ----------------- |
| 1                 | München I (Altstadt, Lehel, Maxvorstadt)                                                                     | Johann Sedlmayr                          | NLP               |                   |
| 2                 | München II (Isarvorstadt, Ludwigsvorstadt, Au, Haidhausen, Giesing), München-Land, Starnberg, Wolfratshausen | Georg von Vollmar                        | SAP               |                   |
| 3                 | Aichach, Friedberg, Dachau, Schrobenhausen                                                                   | Maximilian von Gravenreuth               | Zentrum           |                   |
| 4                 | Ingolstadt, Freising, Pfaffenhofen                                                                           | Peter Karl von Aretin                    | Zentrum           |                   |
| 5                 | Wasserburg, Erding, Mühldorf                                                                                 | Josef Aichbichler                        | Zentrum           |                   |
| 6                 | Weilheim, Werdenfels, Bruck, Landsberg, Schongau                                                             | Josef Geiger                             | Zentrum           |                   |
| 7                 | Rosenheim, Ebersberg, Miesbach, Tölz                                                                         | Wolfgang Wagner                          | Zentrum           |                   |
| 8                 | Traunstein, Laufen, Berchtesgaden, Altötting                                                                 | Karl Senestrey                           | Zentrum           |                   |
| Niederbayern      | |                                          |                   |                   |
| 1                 | Landshut, Dingolfing, Vilsbiburg                                                                             | Kaspar von Preysing                      | Zentrum           |                   |
| 2                 | Straubing, Bogen, Landau, Vilshofen                                                                          | Conrad von Preysing                      | Zentrum           |                   |
| 3                 | Passau, Wegscheid, Wolfstein, Grafenau                                                                       | Johann Evangelist Diendorfer             | Zentrum           |                   |
| 4                 | Pfarrkirchen, Eggenfelden, Griesbach                                                                         | Georg Haberland                          | Zentrum           |                   |
| 5                 | Deggendorf, Regen, Viechtach, Kötzting                                                                       | Georg Orterer                            | Zentrum           |                   |
| 6                 | Kelheim, Rottenburg, Mallersdorf                                                                             | Karl Anton Lang                          | Zentrum           |                   |
| Pfalz             | |                                          |                   |                   |
| 1                 | Speyer, Ludwigshafen am Rhein, Frankenthal                                                                   | Ludwig Groß                              | NLP               |                   |
| 2                 | Landau, Neustadt an der Haardt                                                                               | Albert Bürklin                           | NLP               |                   |
| 3                 | Germersheim, Bergzabern                                                                                      | Theodor Brünings                         | NLP               |                   |
| 4                 | Zweibrücken, Pirmasens                                                                                       | Oskar Krämer                             | NLP               |                   |
| 5                 | Homburg, Kusel                                                                                               | Franz Armand Buhl                        | NLP               |                   |
| 6                 | Kaiserslautern, Kirchheimbolanden                                                                            | Georg Grohé                              | DtVP              |                   |
| Oberpfalz         | |                                          |                   |                   |
| 1                 | Regensburg, Burglengenfeld, Stadtamhof                                                                       | Franz Josef von Gruben                   | Zentrum           |                   |
| 2                 | Amberg, Nabburg, Sulzbach, Eschenbach                                                                        | August von Gise                          | Zentrum           |                   |
| 3                 | Neumarkt, Velburg, Hemau                                                                                     | Sebastian Gleißner                       | Zentrum           |                   |
| 4                 | Neunburg, Waldmünchen, Cham, Roding                                                                          | Josef Witzlsperger                       | Zentrum           |                   |
| 5                 | Neustadt a. d. Waldnaab, Vohenstrauß, Tirschenreuth                                                          | Johann Lehner                            | Zentrum           |                   |
| Oberfranken       | |                                          |                   |                   |
| 1                 | Hof, Naila, Rehau, Münchberg                                                                                 | Heinrich August Papellier                | DFP               |                   |
| 2                 | Bayreuth, Wunsiedel, Berneck                                                                                 | Friedrich von Feustel                    | NLP               |                   |
| 3                 | Forchheim, Kulmbach, Pegnitz, Ebermannstadt                                                                  | Friedrich Pezold                         | Zentrum           |                   |
| 4                 | Kronach, Staffelstein, Lichtenfels, Stadtsteinach, Teuschnitz                                                | Friedrich von Gagern                     | Zentrum           |                   |
| 5                 | Bamberg, Höchstadt                                                                                           | Joseph Müller                            | Zentrum           |                   |
| Mittelfranken     | |                                          |                   |                   |
| 1                 | Nürnberg | Karl Grillenberger                       | SAP               |                   |
| 2                 | Erlangen, Fürth, Hersbruck                                                                                   | Franz August Schenk von Stauffenberg     | DFP               |                   |
| 3                 | Ansbach, Schwabach, Heilsbronn                                                                               | Adolf Kröber                             | DtVP              |                   |
| 4                 | Eichstätt, Beilngries, Weissenburg                                                                           | Franz Xaver Schmidt                      | Zentrum           |                   |
| 5                 | Dinkelsbühl, Gunzenhausen, Feuchtwangen                                                                      | Philipp Schreiner                        | NLP               |                   |
| 6                 | Rothenburg ob der Tauber, Neustadt an der Aisch                                                              | Karl Stöcker                             | NLP               |                   |
| Unterfranken      | |                                          |                   |                   |
| 1                 | Aschaffenburg, Alzenau, Obernburg, Miltenberg                                                                | Heinrich von Papius                      | Zentrum           |                   |
| 2                 | Kitzingen, Gerolzhofen, Ochsenfurt, Volkach                                                                  | Friedrich Carl von Schönborn-Wiesentheid | Zentrum           |                   |
| 3                 | Lohr, Karlstadt, Hammelburg, Marktheidenfeld, Gemünden                                                       | Georg Arbogast von und zu Franckenstein  | Zentrum           |                   |
| 4                 | Neustadt an der Saale, Brückenau, Mellrichstadt, Königshofen, Kissingen                                      | Ludwig Reichert                          | Zentrum           |                   |
| 5                 | Schweinfurt, Haßfurt, Ebern                                                                                  | Franz Burger                             | Zentrum           |                   |
| 6                 | Würzburg | Joseph Roß                               | Zentrum           |                   |
| Schwaben          | |                                          |                   |                   |
| 1                 | Augsburg, Wertingen                                                                                          | Georg Biehl                              | Zentrum           |                   |
| 2                 | Donauwörth, Nördlingen, Neuburg                                                                              | Michael Wildegger                        | Zentrum           |                   |
| 3                 | Dillingen, Günzburg, Zusmarshausen                                                                           | Rudolph von Freyberg-Eisenberg           | Zentrum           |                   |
| 4                 | Illertissen, Neu-Ulm, Memmingen, Krumbach                                                                    | Magnus Anton Reindl                      | Zentrum           |                   |
| 5                 | Kaufbeuren, Mindelheim, Oberdorf, Füssen                                                                     | Engelbert Buxbaum                        | Zentrum           |                   |
| 6                 | Immenstadt, Sonthofen, Kempten (Allgäu), Lindau                                                              | Joseph Schelbert                         | Zentrum           |                   |

### Sachsen
| Königreich Sachsen | Königreich Sachsen                          | Königreich Sachsen                 | Königreich Sachsen | Königreich Sachsen |
| ------------------ | ------------------------------------------- | ---------------------------------- | ------------------ | ------------------ |
| 1                  | Zittau                                      | Louis Heinrich Buddeberg           | DFP                |                    |
| 2                  | Löbau                                       | Gustav Fährmann                    | DFP                |                    |
| 3                  | Bautzen, Kamenz, Bischofswerda              | Theodor Reich                      | DKP                |                    |
| 4                  | Dresden rechts der Elbe, Radeberg, Radeburg | Heinrich Hermann Klemm             | DKP                |                    |
| 5                  | Dresden links der Elbe                      | Gustav Hartwig                     | DKP                |                    |
| 6                  | Dresden-Land links der Elbe, Dippoldiswalde | Karl Gustav Ackermann              | DKP                |                    |
| 7                  | Meißen, Großenhain, Riesa                   | Dietrich Carl von Carlowitz        | DKP                |                    |
| 8                  | Pirna, Sebnitz                              | Arthur Eysoldt                     | DFP                |                    |
| 9                  | Freiberg, Hainichen                         | Kurt Merbach                       | DRP                |                    |
| 10                 | Döbeln, Nossen, Leisnig                     | Carl Braun                         | DFP                |                    |
| 11                 | Oschatz, Wurzen, Grimma                     | Theodor Günther                    | DRP                |                    |
| 12                 | Leipzig-Stadt                               | Carl Bruno Tröndlin                | NLP                |                    |
| 13                 | Leipzig-Land, Taucha, Markranstädt, Zwenkau | Louis Viereck                      | SAP                |                    |
| 14                 | Borna, Geithain, Rochlitz                   | Arnold Woldemar von Frege-Weltzien | DKP                |                    |
| 15                 | Mittweida, Frankenberg, Augustusburg        | August Penzig                      | NLP                |                    |
| 16                 | Chemnitz                                    | Bruno Geiser                       | SAP                |                    |
| 17                 | Glauchau, Meerane, Hohenstein-Ernstthal     | Ignaz Auer                         | SAP                |                    |
| 18                 | Zwickau, Crimmitschau, Werdau               | Karl Wilhelm Stolle                | SAP                |                    |
| 19                 | Stollberg, Schneeberg                       | Karl Friedrich Ebert               | DKP                |                    |
| 20                 | Marienberg, Zschopau                        | Arthur Gehlert                     | DRP                |                    |
| 21                 | Annaberg, Schwarzenberg, Johanngeorgenstadt | Eugen Holtzmann                    | NLP                |                    |
| 22                 | Auerbach, Reichenbach                       | Max Kayser                         | SAP                |                    |
| 23                 | Plauen, Oelsnitz, Klingenthal               | Alwin Hartmann                     | DKP                |                    |

### Württemberg
| Königreich Württemberg | Königreich Württemberg                        | Königreich Württemberg                | Königreich Württemberg | Königreich Württemberg |
| ---------------------- | --------------------------------------------- | ------------------------------------- | ---------------------- | ---------------------- |
| 1                      | Stuttgart                                     | Sigmund Schott                        | DtVP                   |                        |
| 2                      | Cannstatt, Ludwigsburg, Marbach, Waiblingen   | Ludwig Veiel                          | NLP                    |                        |
| 3                      | Heilbronn, Besigheim, Brackenheim, Neckarsulm | Georg Haerle                          | DtVP                   |                        |
| 4                      | Böblingen, Vaihingen, Leonberg, Maulbronn     | Konstantin Sebastian von Neurath      | DRP                    |                        |
| 5                      | Esslingen, Nürtingen, Kirchheim, Urach        | Georg Friedrich von Lenz              | NLP                    |                        |
| 6                      | Reutlingen, Tübingen, Rottenburg              | Friedrich von Payer                   | DtVP                   |                        |
| 7                      | Nagold, Calw, Neuenbürg, Herrenberg           | Julius Staelin                        | DRP                    |                        |
| 8                      | Freudenstadt, Horb, Oberndorf, Sulz           | Hans von Ow                           | DRP                    |                        |
| 9                      | Balingen, Rottweil, Spaichingen, Tuttlingen   | Ludwig Schwarz                        | DFP                    |                        |
| 10                     | Gmünd, Göppingen, Welzheim, Schorndorf        | Georg von Wöllwarth-Lauterburg        | DRP                    |                        |
| 11                     | Hall, Backnang, Öhringen, Weinsberg           | Julius Leemann                        | NLP                    |                        |
| 12                     | Gerabronn, Crailsheim, Mergentheim, Künzelsau | Karl Mayer                            | DtVP                   |                        |
| 13                     | Aalen, Gaildorf, Neresheim, Ellwangen         | Heinrich Adelmann von Adelmannsfelden | Zentrum                |                        |
| 14                     | Ulm, Heidenheim, Geislingen                   | Ludwig von Fischer                    | NLP                    |                        |
| 15                     | Ehingen, Blaubeuren, Laupheim, Münsingen      | Joseph Utz                            | Zentrum                |                        |
| 16                     | Biberach, Leutkirch, Waldsee, Wangen          | Reinhard zu Neipperg                  | Zentrum                |                        |
| 17                     | Ravensburg, Tettnang, Saulgau, Riedlingen     | Constantin von Waldburg-Zeil          | Zentrum                |                        |

### Baden
| Großherzogtum Baden | Großherzogtum Baden                          | Großherzogtum Baden        | Großherzogtum Baden | Großherzogtum Baden |
| ------------------- | -------------------------------------------- | -------------------------- | ------------------- | ------------------- |
| 1                   | Konstanz, Überlingen, Stockach               | Konstantin Noppel          | NLP                 |                     |
| 2                   | Donaueschingen, Villingen                    | Hermann von Hornstein      | DKP                 |                     |
| 3                   | Waldshut, Säckingen, Neustadt im Schwarzwald | Ernst Friedrich Krafft     | NLP                 |                     |
| 4                   | Lörrach, Müllheim                            | Markus Pflüger             | DFP                 |                     |
| 5                   | Freiburg, Emmendingen, Waldkirch             | Ludwig Marbe               | Zentrum             |                     |
| 6                   | Lahr, Wolfach                                | Ferdinand Sander           | NLP                 |                     |
| 7                   | Offenburg, Kehl                              | Franz Roßhirt              | Zentrum             |                     |
| 8                   | Rastatt, Bühl, Baden-Baden                   | Franz Xaver Lender         | Zentrum             |                     |
| 9                   | Pforzheim, Ettlingen                         | Gottlieb Klumpp            | NLP                 |                     |
| 10                  | Karlsruhe, Bruchsal                          | Leopold Arnsperger         | NLP                 |                     |
| 11                  | Mannheim                                     | Wilhelm Kopfer             | DtVP                |                     |
| 12                  | Heidelberg, Mosbach                          | Julius Menzer              | DKP                 |                     |
| 13                  | Bretten, Sinsheim                            | Ernst von Göler-Ravensburg | DKP                 |                     |
| 14                  | Tauberbischofsheim, Buchen                   | Rudolf von Buol-Berenberg  | Zentrum             |                     |

### Hessen
| Großherzogtum Hessen | Großherzogtum Hessen                               | Großherzogtum Hessen     | Großherzogtum Hessen | Großherzogtum Hessen |
| -------------------- | -------------------------------------------------- | ------------------------ | -------------------- | -------------------- |
| 1                    | Gießen, Grünberg, Nidda                            | Hugo Buderus             | NLP                  |                      |
| 2                    | Friedberg, Büdingen, Vilbel                        | Hugo Hinze               | DFP                  |                      |
| 3                    | Lauterbach, Alsfeld, Schotten                      | Fritz Kalle              | NLP                  |                      |
| 4                    | Darmstadt, Groß-Gerau                              | Justus Ulrich            | NLP                  |                      |
| 5                    | Offenbach, Dieburg                                 | Wilhelm Liebknecht       | SAP                  |                      |
| 6                    | Erbach, Bensheim, Lindenfels, Neustadt im Odenwald | Ferdinand Scipio         | NLP                  |                      |
| 7                    | Worms, Heppenheim, Wimpfen                         | Heinrich von Marquardsen | NLP                  |                      |
| 8                    | Bingen, Alzey                                      | Ludwig Bamberger         | DFP                  |                      |
| 9                    | Mainz, Oppenheim                                   | Josef Racke              | Zentrum              |                      |

### Kleinstaaten
| Großherzogtum Mecklenburg-Schwerin    | Großherzogtum Mecklenburg-Schwerin                                | Großherzogtum Mecklenburg-Schwerin | Großherzogtum Mecklenburg-Schwerin | Großherzogtum Mecklenburg-Schwerin |
| ------------------------------------- | ----------------------------------------------------------------- | ---------------------------------- | ---------------------------------- | ---------------------------------- |
| 1                                     | Hagenow, Grevesmühlen                                             | Ludolph von Wrisberg               | DKP                                |                                    |
| 2                                     | Schwerin, Wismar                                                  | Anton Haupt                        | NLP                                |                                    |
| 3                                     | Parchim, Ludwigslust                                              | Hugo Hermes                        | DFP                                |                                    |
| 4                                     | Waren, Malchin                                                    | Rudolf von Maltzahn                | DKP                                |                                    |
| 5                                     | Rostock, Doberan                                                  | Christian Behm                     | DFP                                |                                    |
| 6                                     | Güstrow, Ribnitz                                                  | Wilhelm von Schlieffen             | DKP                                |                                    |
| Großherzogtum Sachsen-Weimar-Eisenach |                                                                   |                                    |                                    |                                    |
| 1                                     | Weimar, Apolda                                                    | Carl Ausfeld                       | DFP                                |                                    |
| 2                                     | Eisenach, Dermbach                                                | Ludolf Parisius                    | DFP                                |                                    |
| 3                                     | Jena, Neustadt an der Orla                                        | Georg Meyer                        | NLP                                |                                    |
| Großherzogtum Mecklenburg-Strelitz    |                                                                   |                                    |                                    |                                    |
| 1                                     | Neustrelitz, Neubrandenburg, Schönberg                            | Heinrich von Oertzen               | DKP                                |                                    |
| Großherzogtum Oldenburg               |                                                                   |                                    |                                    |                                    |
| 1                                     | Oldenburg, Eutin, Birkenfeld                                      | August Niebour                     | DFP                                |                                    |
| 2                                     | Jever, Brake, Westerstede, Varel, Elsfleth, Landwürden            | Arnold Huchting                    | DFP                                |                                    |
| 3                                     | Vechta, Delmenhorst, Cloppenburg, Wildeshausen, Berne, Friesoythe | Ferdinand Heribert von Galen       | Zentrum                            |                                    |
| Herzogtum Braunschweig                |                                                                   |                                    |                                    |                                    |
| 1                                     | Braunschweig, Blankenburg                                         | Wilhelm Blos                       | SAP                                |                                    |
| 2                                     | Helmstedt, Wolfenbüttel                                           | Hermann Roemer                     | NLP                                |                                    |
| 3                                     | Holzminden, Gandersheim                                           | Wilhelm Baumgarten                 | DFP                                |                                    |
| Herzogtum Sachsen-Meiningen           |                                                                   |                                    |                                    |                                    |
| 1                                     | Meiningen, Hildburghausen                                         | Karl Zeitz                         | NLP                                |                                    |
| 2                                     | Sonneberg, Saalfeld                                               | Friedrich Witte                    | DFP                                |                                    |
| Herzogtum Sachsen-Altenburg           |                                                                   |                                    |                                    |                                    |
| 1                                     | Altenburg, Roda                                                   | Julius Herrmann                    | DFP                                |                                    |
| Herzogtum Sachsen-Coburg-Gotha        |                                                                   |                                    |                                    |                                    |
| 1                                     | Coburg                                                            | Georg Siemens                      | DFP                                |                                    |
| 2                                     | Gotha                                                             | Wilhelm Bock                       | SAP                                |                                    |
| Herzogtum Anhalt                      |                                                                   |                                    |                                    |                                    |
| 1                                     | Dessau, Zerbst                                                    | Gustav Ziegler                     | NLP                                |                                    |
| 2                                     | Bernburg, Köthen, Ballenstedt                                     | Wilhelm Oechelhäuser               | NLP                                |                                    |
| Fürstentum Schwarzburg-Rudolstadt     |                                                                   |                                    |                                    |                                    |
| 1                                     | Königsee, Frankenhausen                                           | Adolph Hoffmann                    | DFP                                |                                    |
| Fürstentum Schwarzburg-Sondershausen  |                                                                   |                                    |                                    |                                    |
| 1                                     | Sondershausen, Arnstadt, Gehren, Ebeleben                         | Gustav Lipke                       | DFP                                |                                    |
| Fürstentum Waldeck-Pyrmont            |                                                                   |                                    |                                    |                                    |
| 1                                     | Waldeck, Pyrmont                                                  | Friedrich Boettcher                | NLP                                |                                    |
| Fürstentum Reuß älterer Linie         |                                                                   |                                    |                                    |                                    |
| 1                                     | Greiz, Burgk                                                      | Wilhelm Blos                       | SAP                                |                                    |
| Fürstentum Reuß jüngerer Linie        |                                                                   |                                    |                                    |                                    |
| 1                                     | Gera, Schleiz                                                     | Carl Rödiger                       | SAP                                |                                    |
| Fürstentum Schaumburg-Lippe           |                                                                   |                                    |                                    |                                    |
| 1                                     | Bückeburg, Stadthagen                                             | Johann Hamspohn                    | DFP                                |                                    |
| Fürstentum Lippe                      |                                                                   |                                    |                                    |                                    |
| 1                                     | Detmold, Lemgo                                                    | Wilhelm Büxten                     | DFP                                |                                    |
| Hansestadt Lübeck                     |                                                                   |                                    |                                    |                                    |
| 1                                     | Lübeck                                                            | Ernst Stiller                      | DFP                                |                                    |
| Freie Hansestadt Bremen               |                                                                   |                                    |                                    |                                    |
| 1                                     | Bremen, Bremerhaven                                               | Hermann Henrich Meier              | NLP                                |                                    |
| Freie und Hansestadt Hamburg          |                                                                   |                                    |                                    |                                    |
| 1                                     | Neustadt, St. Pauli                                               | August Bebel                       | SAP                                |                                    |
| 2                                     | Altstadt, St. Georg, Hammerbrook                                  | Johann Heinrich Wilhelm Dietz      | SAP                                |                                    |
| 3                                     | Vororte und Landherrenschaften                                    | Adolph Woermann                    | NLP                                |                                    |

### Elsaß-Lothringen
| Reichsland Elsaß-Lothringen | Reichsland Elsaß-Lothringen | Reichsland Elsaß-Lothringen | Reichsland Elsaß-Lothringen | Reichsland Elsaß-Lothringen |
| --------------------------- | --------------------------- | --------------------------- | --------------------------- | --------------------------- |
| 1                           | Altkirch, Thann             | Landolin Winterer           | Els.-Lothringer             |                             |
| 2                           | Mülhausen                   | Johann Dollfus              | Els.-Lothringer             |                             |
| 3                           | Kolmar                      | Charles Grad                | Els.-Lothringer             |                             |
| 4                           | Gebweiler                   | Joseph Guerber              | Els.-Lothringer             |                             |
| 5                           | Rappoltsweiler              | Jacob Ignatius Simonis      | Els.-Lothringer             |                             |
| 6                           | Schlettstadt                | Irénée Lang                 | Els.-Lothringer             |                             |
| 7                           | Molsheim, Erstein           | Hugo Zorn von Bulach        | Els.-Lothringer             |                             |
| 8                           | Straßburg-Stadt             | Jacques Kablé               | Els.-Lothringer             |                             |
| 9                           | Straßburg-Land              | Alfred Mühleisen            | Els.-Lothringer             |                             |
| 10                          | Hagenau, Weißenburg         | Eugène de Dietrich          | Els.-Lothringer             |                             |
| 11                          | Zabern                      | Alfred Goldenberg           | Els.-Lothringer             |                             |
| 12                          | Saargemünd, Forbach         | Eduard Jaunez               | Els.-Lothringer             |                             |
| 13                          | Bolchen, Diedenhofen        | Henri de Wendel             | Els.-Lothringer             |                             |
| 14                          | Metz                        | Dominique Antoine           | Els.-Lothringer             |                             |
| 15                          | Saarburg, Chateau-Salins    | Charles Germain             | Els.-Lothringer             |                             |

## Die Fraktionen des 6.Reichstags
Im 6. Reichstag schlossen sich mehrere Abgeordnete nicht der Fraktion ihrer eigentlichen Partei an und blieben zum Teil fraktionslos. Zehn DHP-Abgeordnete traten der Zentrumsfraktion bei. Da in fünf Fällen Abgeordnete ein Doppelmandat gewonnen hatten, jedoch nur das Mandat für einen Wahlkreis annehmen konnten, besaß der Reichstag am Beginn der 6. Legislaturperiode nur 392 Mitglieder. Zunächst besaßen die Reichstagsfraktionen die folgende Stärke:
| Zentrum              | 109 |
| Deutschkonservative  | 76  |
| Freisinnige          | 61  |
| Nationalliberale     | 50  |
| Freikonservative     | 28  |
| Sozialdemokraten     | 22  |
| Polen                | 16  |
| Deutsche Volkspartei | 7   |
| Fraktionslose        | 23  |

Im weiteren Verlauf der Legislaturperiode änderte sich aufgrund von Nachwahlen und Fraktionswechseln mehrfach die Stärke der einzelnen Fraktionen.